# Aldarulls marroquins del 1965
Els aldarulls marroquins de 1965 van ser les revoltes al carrer a les ciutats del Marroc, originàriament a Casablanca el març de 1965. Va començar amb una protesta estudiantil, que es va expandir per incloure als membres marginats de la població. El nombre de víctimes és dubtós. Les autoritats marroquines van informar d'una dotzena de morts, mentre que la premsa estrangera i la Unió Nacional de Forces Populars (UNFP) van comptar més de 1.000 morts.

## Antecedents
Hassan II es va convertir en el rei del Marroc després de la mort de Mohammed V el 26 de febrer de 1961. El desembre de 1962 els seus designats van redactar una constitució que va mantenir el poder polític en mans de la monarquia. Hassan II també va abandonar la política exterior de no alineació i proclamà hostilitat vers la novament independent i socialista Algèria, donant lloc a la "Guerra de les Arenes" de 1963-1964.
La Union nationale des forces populaires, sota el lideratge Mehdi Ben Barka, es va expandir en nombre i es va oposar obertament a Hassan II. un grup d'estudiants aliat seu, la Union nationale des étudiants du Maroc (UNEM), grup format com a nacionalista i anticolonial i ara prominent crític de la monarquia. Aquests grups i el règim va posar en marxa un cicle d'escalades de protestes i repressió que van crear les condicions per a una gran confrontació. Onze líders de la UNFP, acusats de conspirar contra el rei, van ser condemnades a mort. Ben Barka va escapar a França, on va exercir com a simbòlic líder de l'oposició a l'exili.
Abans de març de 1965 el ministre de l'educació nacional, Youssef Belabbes, va originar una circular prevenint als joves majors de 17 anys d'assistir al segon cicle del lycee (escola secundària). A la pràctica, aquesta regla separava el 60% dels estudiants. Encara que en aquest moment el Baccalauréat concernia només a uns pocs (1.500 per any), per a altres es va convertir en un símbol que va provocar la mobilització dels estudiants. Aquesta decisió va provocar disturbis estudiantils a Casablanca, Rabat, i altres ciutats.

## Esdeveniments
El 22 de març de 1965 milers d'estudiants es van reunir al camp de futbol del Lycée Mohammed-V de Casablanca. Ja eren nombrosos a les 10 hores. Segons un testimoni, hi havia gairebé 15.000 estudiants presents aquell matí.
L'objectiu de l'assemblea va ser l'organització d'una marxa pacífica contra la demanda de l'administració sobre els afectats seu dret a l'educació superior pública. En arribar al carrer al davant del centre cultural francès, la manifestació va ser brutalment dispersada per la policia. Sense més provocació, van disparar les seves armes de foc. Els estudiants van ser obligats a retirar-se als barris pobres de la ciutat, on es van trobar amb els aturats. Van acordar reunir-se de nou l'endemà.

### 23 de març de 1965
El 23 de març els estudiants es van reunir de nou a l'estadi del Lycée Mohammed-V. Aviat se'ls van unir els seus pares, els treballadors i els aturats, així com gent procedent dels bidonvilles (tuguris). Aquesta vegada, l'assemblea no va ser tan pacífica. Els manifestants van cometre actes de vandalisme contra botigues, van cremar autobusos i cotxes, van llançar pedres, i van corejar consignes contra el rei.
La repressió no es va fer esperar: l'exèrcit i la policia van ser mobilitzats. Els tancs van ser desplegats durant dos dies per reprimir els manifestants, i el general Mohammed Oufkir no va dubtar a disparar contra la multitud des d'un helicòpter.
El rei va acusar dels esdeveniments als professors i als pares. Va declarar en un missatge a la nació el 30 de març de 1965: "Permeteu-me que us digui que no hi ha major perill per a l'Estat que els autoanomenats intel·lectuals. Hauria estat millor si fossin analfabets."

## Conseqüències
Després dels esdeveniments del 23 de març foren detinguts els presumptes dissidents, incloent comunistes i professors iraquians. A l'abril Hassan II va intentar conciliar-se amb l'oposició, rebent a Ifrane una delegació de la Union nationale des forces populaires, de la que en formaven part Abderrahim Bouabid, Abdelhamid Zemmouri i Abderrahmane Youssoufi. Van proposar formar un govern i van exigir transmetre el seu missatge a Mehdi Ben Barka. Però aquestes discussions no van donar lloc a cap acció concreta.
Al juny del mateix any Hassan II va declarar un estat d'emergència que va durar fins a 1970. La UNFP va continuar criticant al règim. El 29 d'octubre Mehdi Ben Barka va ser segrestat i assassinat a París. Els estudiants de Casablanca es va aixecar de nou el 23 de març de 1966 i molts van ser detinguts.
Pel que fa a aquests esdeveniments, els membres del UNFP van procedir a crear una organització marxista-leninista, le Mouvement du 23 mars que va donar lloc el 1983 a l' Organisation de l'action démocratique populaire, un dels elements fonamentals del Parti socialiste unifié. Entre les personalitats que han estat actives dins d'aquest moviment, es troba el polític Mohamed Bensaid Aït Idder, l'investigador i autor Abdelghani Abou El Aazm, el consultor Amal Cherif Haouat, i el polític belga Mohammed Daïf.